# Stictoptera obliquitaenia
Stictoptera obliquitaenia är en fjärilsart som beskrevs av W. Warren 1914. Stictoptera obliquitaenia ingår i släktet Stictoptera och familjen nattflyn. Inga underarter finns listade i Catalogue of Life.